# Koukabako-Silmi-Mossi
Ne doit pas être confondu avec Koukabako-Baloum ou Koukabako-Yarcé.
Koukabako-Silmi-Mossi, également orthographié Koukabanko-Silmi-Mossi, est une localité située dans le département de Séguénéga de la province du Yatenga dans la région Nord au Burkina Faso.

## Santé et éducation
Les centres de soins les plus proches de Koukabako-Silmi-Mossi sont le centre de santé et de promotion sociale (CSPS) et le centre médical avec antenne chirurgicale (CMA) de Séguénéga.
Le village possède une école primaire publique.